# Kohlebergbau in Australien

Australische Energievorkommen (Kohle, Erdgas und Uran) und die wichtigsten Export-Häfen

Der Kohlebergbau in Australien ist ein bedeutender Wirtschaftsfaktor des Landes. In Australien befinden sich 10 Prozent aller Kohlevorräte der Welt. Ein Großteil der Kohle wird exportiert, vor allem nach Ostasien. Im Jahr 2016 wurde Kohle im Wert von 40 Milliarden AUD nach Japan, Indien, EU, Korea und Taiwan exportiert. Die große Exportabhängigkeit bedeutet auch, dass die Entwicklung der Kohlewirtschaft, und damit ein wichtiger Bereich der australischen Energie-Exportwirtschaft stark von der Weltkonjunktur abhängig ist. 80 % der australischen Kohle kann im Tagebau gewonnen werden, während der weltweite Vergleichswert bei 40 % liegt. Der Untertagebau ist wesentlich kostenintensiver. Dieser Faktor ist für die australische Kohle ein Wettbewerbsvorteil auf dem Weltmarkt.
2018 wurden etwa 486 Millionen Tonnen Kohle gefördert (bitumenhaltige Steinkohle und Anthrazit (Hartkohle), Hart- und Weichbraunkohle). In den Rechnungsjahren der australischen Staatshaushalte von 1990/1991 bis 2017/2018 hat sich der Abbau von Kohle in Australien verdoppelt und auch der Kohleexport ist in diesem Zeitraum stark angewachsen: Australien hat von 2017/2018 510 Mio. Tonnen Kohle abgebaut, davon wurden etwa 75 % (380 Mio. Tonnen) exportiert, 1990/1991 waren es 55 %. Der Wert betrug im Jahr 2018 AUD 67 Milliarden, ein Anteil von 3,5 % am nominalen Bruttosozialprodukt.
Australien hat im weltweiten Vergleich den größten Ausstoß von Treibhausgasen je Kopf der Bevölkerung. Australiens Bergbau fossiler Brennstoffe produziert etwa 57 Tonnen Kohlendioxid je Person im Jahr (das ist zehnmal so viel wie im globalen Durchschnitt), und das Land exportiert 7 % des fossilen Kohlendioxid-Potentials der Welt. Aufgrund des vorhandenen Reichtums an Kohle wurde 2008/2009 ein Anteil von 77 % an der gesamten elektrischen Energie Australiens durch Kohlekraftwerke erzeugt. Der Anteil ist rückläufig: 2020 stammten nur noch 54 % des Stroms aus Kohle.

## Fakten

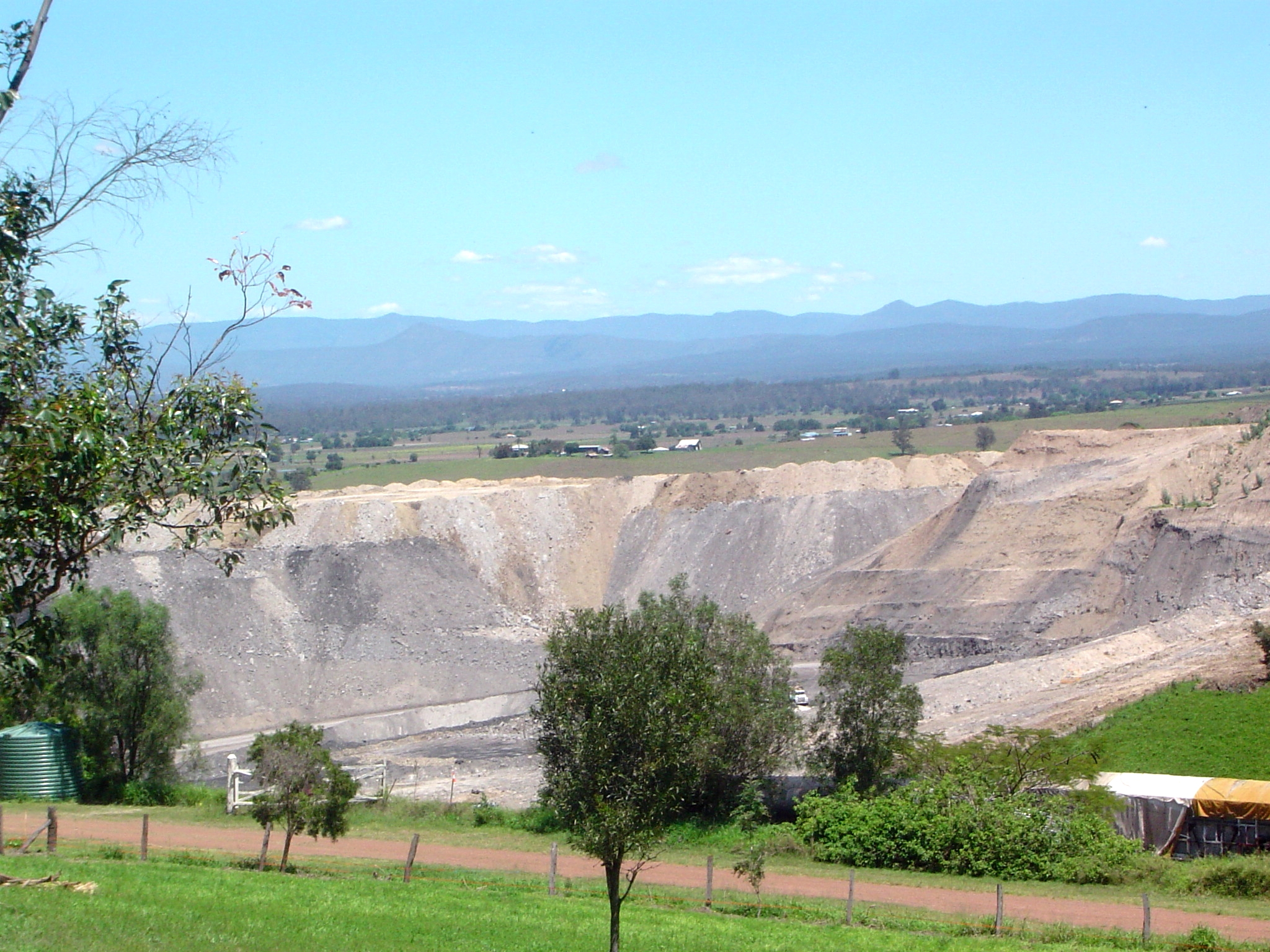
Die New Oakliegh Mine bei Rosewood

Australien ist nicht nur der weltgrößte Kohle-Exporteur, sondern 54 Prozent der nationalen Energie wurde im Jahr 2009 mit Kohle erzeugt. In Australien befinden sich 10 Prozent aller Kohlevorkommen der Welt.
In Australien werden vornehmlich Kohlekraftwerke zur Erzeugung von Elektrizität eingesetzt, die Kohlendioxid ausstoßen. Der Ausstoß von Kohlendioxid hat sich in Australien von 1990 bis 2009 um 43,9 Prozent gesteigert. 77 Prozent der Elektrizität Australiens wird durch Verbrennung von Kohle erzeugt.
Die 24 Kohlekraftwerke in Australien sind die größte australische Quelle für Treibhausgase. Sie haben im Jahr 2000 186 Millionen Tonnen Kohlendioxid ausgestoßen.

## Politik

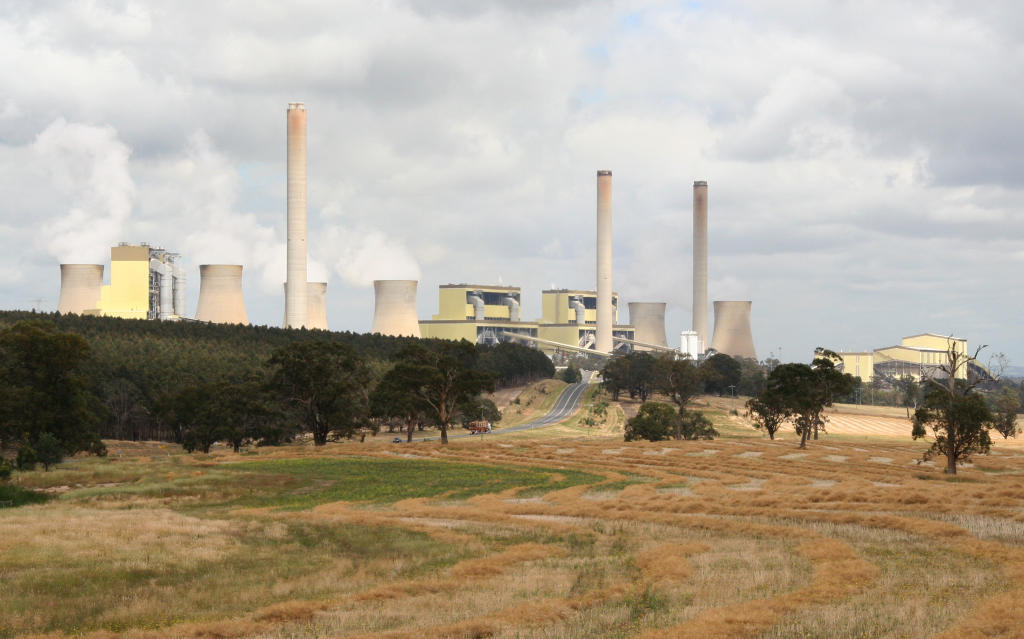
Das Braunkohlekraftwerk Loy Yang, das ein Drittel der Grundlast in Victoria erzeugt

Der Kohleabbau und -export und die Energieerzeugung mit Kohle in Australien werden häufig von der Umweltbewegung kritisiert, da die Verbrennung von Kohle Kohlendioxid erzeugt, das für die globale Erwärmung, Meeresspiegelanstieg und für die klimatischen Auswirkungen in Australien verantwortlich gemacht wird.
Vornehmlich zwei NGO-Organisationen, Greenpeace Australia Pacific mit ihrem Plan Energy [R]evolution, und Beyond Zero Emissions, mit ihrem Konzept Zero Carbon Australia 2020 entwickelten Vorstellungen nach denen ein Wechsel zu erneuerbaren Energien möglich wäre. Greenpeace rief zu einem Wechsel einer auf Kohle basierenden Gesellschaft auf, während andere Organisationen derzeit in diesen Vorschlägen weder eine realistische Alternative und die Notwendigkeit für die große Mehrheit der australischen Gesellschaft noch einen signifikanten ökonomischen und sozialen Nutzen für die Betroffenen sehen. Flözgas, ein auf Methan basierendes Gas, das mit verschiedenen Kohle-Lagerstätten assoziiert ist, wurde in der Vergangenheit abgefackelt, jedoch in den letzten zehn Jahren verstärkt zur Erzeugung von Elektrizität verwendet.
Das vorgeschlagene Carbon Pollution Reduction Scheme der damaligen ALP-Regierung von Kevin Rudd, das dem Bericht Garnaut Climate Change Review folgte, würde den Preis für Kohle reduzieren und durch den Emissionshandel (genannt: Emissions trading scheme) in Australien deckeln, was allerdings große Auswirkungen auf die Verwendung von Braunkohle zur Energieerzeugung in Australien (insbesondere im Latrobe Valley in Victoria) haben würde. Das Konzept von Rudd war in der Öffentlichkeit und in der eigenen Partei umstritten und wurde insbesondere von der australischen Bergbauindustrie heftig bekämpft. Diese innerparteiliche Auseinandersetzung führte vermutlich letztlich zum Rücktritt von Rudd. Eine der ersten Amtshandlungen des neugewählten Premierministers Kevin Rudd im Jahr 2007 war die Ratifizierung des Kyoto-Protokolls.

### Politik seit 2010
Australien hat je Kopf der Bevölkerung den höchsten Kohlendioxid-Ausstoß der Industrieländer. Die ALP-Regierung von Julia Gillard hat 2011 den Clean Energy Act erlassen. Demnach wurde ab vom Juli 2012 bis 2015 eine Kohlendioxid-Steuer von den 500 größten Energieverbrauchern Australiens (vor allem davon betroffene Branchen: Bergbau, Luftfahrt, Metall- und Energieerzeugung) in Höhe von 23,8 AUD je ausgestoßener Tonne erhoben.
Der konservative Premierminister Tony Abbott, der die ALP-Regierung ablöste, kam im September 2013 ins Amt und kippte die von der Regierung um Julia Gillard ins Leben gerufene Carbon Tax. Die neue Regierung setzte wiederum auf Kohle als Energiequelle. Damit einhergehend sind die Investitionen in erneuerbare Energien im Vergleich zu 2013 um ca. 70 Prozent zurückgegangen. Beim G-20 Gipfel, der im November 2014 in Brisbane stattfand, gab Abbott bekannt, dass er diesen Kurs auch weiterhin verfolgen wird und sich nicht am Grünen Klimafonds beteiligen wird. Der Nachfolger von Abott war Malcolm Turnbull, der unter dem Druck konservativer innerparteilicher Opponenten einen Gesetzesentwurf, nach dem Australien sich verpflichtet hätte, seine klimaschädlichen Emissionen bis zum Jahr 2030 um 25 % zu reduzieren (bezogen auf das Referenzjahr 2005), wieder zurückzog. Am 24. August 2018 erklärte Turnbull schließlich seinen Rücktritt und Scott Morrison, ein Klimaskeptiker und Unterstützer der Kohleförderung, wurde zum Parteivorsitzenden der rechtskonservativen Liberal Party of Australia und zum Premierminister gewählt. Seine Umweltpolitik geriet unter dem Eindruck der Australischen Buschfeuer 2019/2020 unter Druck.

### China-Australien-Kohlekonflikt 2020
China war lange Zeit der größte Abnehmer australischer Kohle. Seit April 2020 gibt es politische Konflikte zwischen Australien und China, die begannen, weil Australien den Huawei-Konzern vom Aufbau der einheimischen 5G-Mobilfunknetze ausschloss, Taiwans Interessen im Südchinesischen Meer politisch sowie eine unabhängige Kommission unterstützte, die im Auftrag der WHO nach dem Entstehungsort des COVID-19-Virus in China suchen sollte. China verhängte nach und nach Zölle auf verschiedene australische Lebensmittel, Wein, Baumwolle und auf weitere australische Wirtschaftsgüter. Seit Beginn des Konflikts lagen bis Ende Dezember 2020 etwa 70 Frachter mit etwa 1400 Seeleuten in chinesischen Häfen fest, die mit australischer Kohle im Wert von 10,4 Milliarden US-Dollar beladen sind und nicht gelöscht werden. Als Gründe hierfür gibt die chinesische Seite die Coronainfektionen und Umweltbedenken an. Nach Information der Frankfurter Allgemeinen führt in China der Einfuhrstopp von Kohle im kalten Winter 2020/2021 zu Stromausfällen, da die Industrie die Produktion derzeit enorm steigert und die Kohle fehlt. In Australien wächst die Furcht vor einem Arbeitsplatzabbau.

## Kohlearten und Lagerstätten

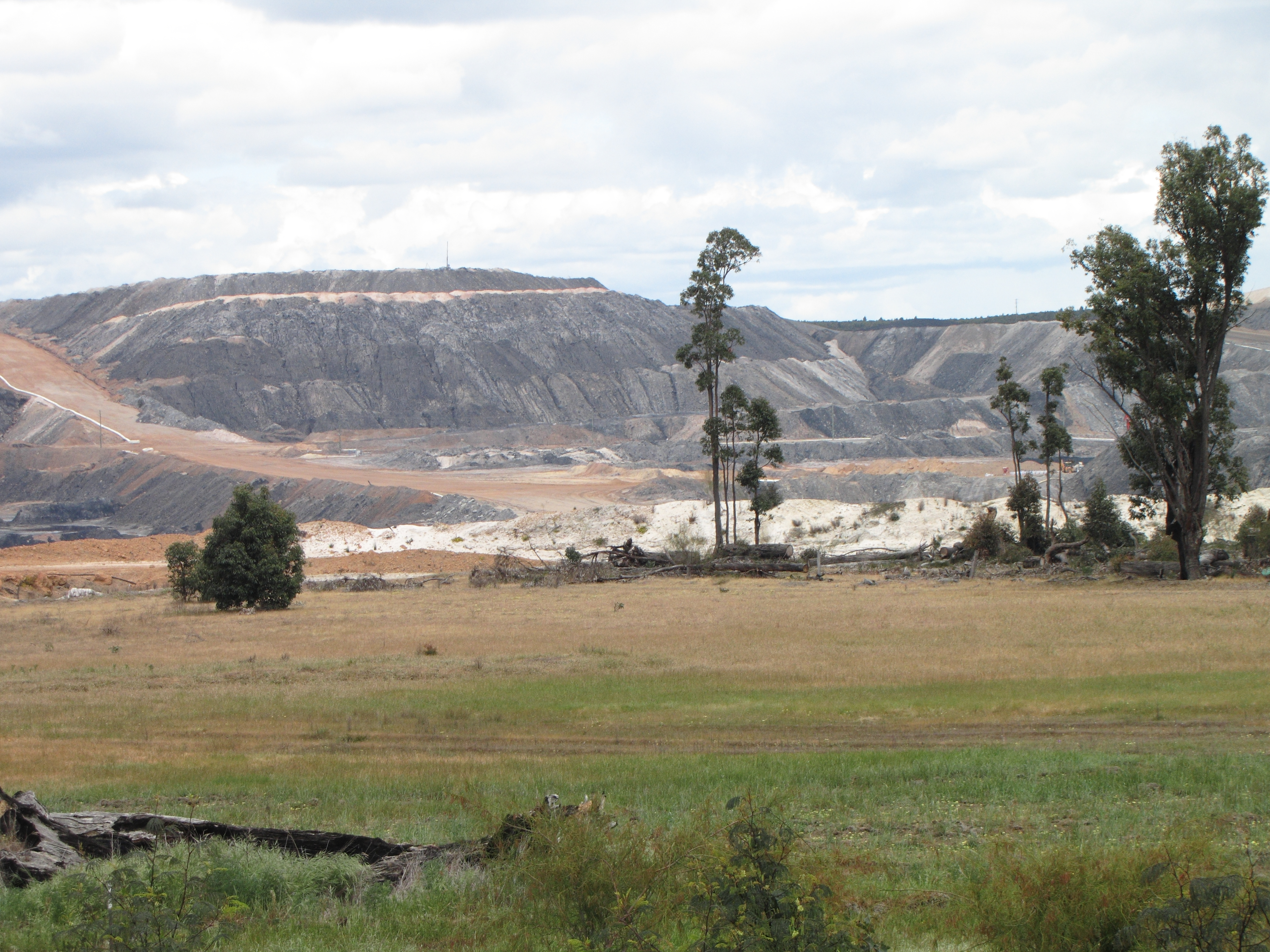
Kohle-Tagebau bei Collie in Western Australia

Es gibt zwei Arten von Kohle, die in Australien gefördert werden, was von der jeweiligen Region abhängig ist: die hochwertige Steinkohle und geringwertigere Braunkohle. In New South Wales und Queensland kommt Steinkohle vor und in Victoria Braunkohle. Ferner gibt es zwei Kohlelagerstätten in Western Australia.
Kohle wird in inländischen Kraftwerken verbrannt und nach Übersee verkauft. Im Allgemeinen wird diese Kohle im Untertagebau abgebaut und mit der Eisenbahn zu den Kraftwerken oder zu Schiffsterminals transportiert. Steinkohle wurde auch in andere australische Bundesstaaten zur Energieerzeugung transportiert.
Braunkohle hat einen geringeren Brennwert und erzeugt mehr Asche und Wasserdampf als Steinkohle. Victoria übernahm in den 1920er Jahren deutsche Technologien zum Betrieb von Kraftwerken und zur Brikettherstellung, um seine Braunkohle-Lagerstätten im Latrobe Valley zu nutzen. Heute gibt es drei Braunkohle-Tagebaue in Victoria, die die Grundlasterzeugung der Kraftwerke in diesem Bundesstaat sichern sollen.

## Kohleförderung und -reserven
Im australischen Rechnungsjahr 2000/2001 wurden 258,5 Millionen Tonnen Kohle gefördert (davon 193,6 Mio. t exportiert). 2008/2009 waren es 487 Millionen Tonnen Kohle (davon 261 Mio. t exportiert).
Die gesamte Produktion von Steinkohle betrug im Rechnungsjahr 2010/2011 405 Millionen Tonnen, die im Rechnungsjahr 2009/2010 471 Millionen Tonnen. Dieser Rückgang der Kohleproduktion wurde durch die Überschwemmungen in Queensland 2010/2011 verursacht, als die Kohleförderung in Queensland überflutet war und die Produktion um 30 Prozent abfiel.
Nach Berechnungen reichen die australischen Steinkohlereserven 111 Jahre und die der Braunkohle 539 Jahre. Jedoch unterstellen diese Berechnungen keine weitere Steigerung des Abbaus, denn die Förderung von Steinkohle in Australien stieg je Jahr durchschnittlich um 5 % in den vergangenen 20 Jahren.

## Die wichtigsten Kohlebergwerke
Die nachfolgende Tabelle enthält die wichtigsten Kohlebergwerke.
| Mine                          | Staat | Gebiet            | Aktueller Eigentümer                      | Geodaten                          | Kohlequalität               | Millionen t/Jahr | Millionen t/Jahr/Export | Größter Käufer                             | Fördermethode          |
| ----------------------------- | ----- | ----------------- | ----------------------------------------- | --------------------------------- | --------------------------- | ---------------- | ----------------------- | ------------------------------------------ | ---------------------- |
| Anglesea                      | VIC   | Anglesea          | Alcoa of Australia                        | 38° 23′ 42″ S, 144° 9′ 57,6″ O    | Braunkohle                  | ?                | nil                     | Kraftwerk Anglesea                         | Tagebau                |
| Beltana                       | NSW   | Singleton         | Xstrata                                   | 32° 39′ 21,6″ S, 151° 7′ 15,6″ O  | Kraftwerkskohle             | 7,6              | ?                       | ?                                          | Untertagebau           |
| Bengalla                      | NSW   | Muswellbrook      | Coal and Allied                           | 32° 19′ 24,2″ S, 150° 51′ 29,2″ O | Kraftwerkskohle             | ?                | ?                       | ?                                          | Tagebau                |
| Callide                       | QLD   | Callide (Biloela) | Anglo American                            | 24° 19′ 38,3″ S, 150° 37′ 4,5″ O  | Kraftwerkskohle             | ?                | ?                       | ?                                          | Tagebau                |
| Capcoal                       | QLD   | Middlemount       | Anglo American                            | 22° 57′ 50,4″ S, 148° 33′ 0,2″ O  | Steinkohlenkoks & PCI-Kohle | 7                | ?                       | ?                                          | Tagebau & Untertagebau |
| Dawson                        | QLD   | Dawson (Moura)    | Anglo Coal                                | 24° 17′ 45,6″ S, 151° 6′ 46,8″ O  | Kokskohle & Kraftwerkskohle | 7                | ?                       | ?                                          | Tagebau                |
| Drayton                       | NSW   | Hunter Region     | Anglo Coal                                | 32° 20′ 45,6″ S, 150° 54′ 39,6″ O | Kokskohle & Kraftwerkskohle | 7                | ?                       | ?                                          | Tagebau                |
| Broadmeadows                  | QLD   | Moranbah          | BMA                                       | 21° 44′ 34,8″ S, 147° 58′ 14,8″ O | Steinkohlenkoks             | 4                | ?                       | ?                                          | Untertagebau           |
| Blackwater                    | QLD   | Duringa           | BMA                                       | 23° 42′ 36″ S, 147° 33′ 0,2″ O    | Kraftwerkskohle/Kokskohle   | 13               | ?                       | ?                                          | Tagebau                |
| Blair Athol                   | QLD   | Clermont          | Rio Tinto                                 | 22° 41′ 27,6″ S, 147° 31′ 59,2″ O | Kraftwerkskohle             | 12               | ?                       | ?                                          | Tagebau                |
| Burton                        | QLD   | Nebo              | Peabody Energy Australia                  | 21° 34′ 12″ S, 148° 10′ 58,8″ O   | Kraftwerkskohle/Kokskohle   | 4                | ?                       | ?                                          | Tagebau                |
| Callide                       | QLD   | Biloela           | Anglo American                            | 24° 19′ 1,2″ S, 150° 37′ 22,8″ O  | ?                           | 4                | ?                       | ?                                          | Tagebau                |
| Collinsville                  | QLD   | Collinsville      | Xstrata                                   | 20° 29′ 31,2″ S, 147° 47′ 2,4″ O  | Kraftwerkskohle/Kokskohle   | 5                | ?                       | ?                                          | Tagebau                |
| Coppabella                    | QLD   | Coppabella        | Macarthur Coal                            | 21° 50′ 56,4″ S, 148° 25′ 58,8″ O | ?                           | 7                | ?                       | ?                                          | Tagebau                |
| Curragh                       | QLD   | Blackwater        | Wesfarmers                                | 23° 28′ 30″ S, 148° 51′ 43,2″ O   | Kraftwerkskohle/Kokskohle   | 7                | ?                       | ?                                          | Tagebau                |
| Goonyella/Riverside           | QLD   | Moranbah          | BMA                                       | 21° 43′ 48″ S, 147° 58′ 44,4″ O   | Steinkohlenkoks             | 11               | ?                       | ?                                          | Tagebau/Untertagebau   |
| Griffin Coal                  | WA    | Collie            | Ric Stowe                                 | 33° 21′ 32,4″ S, 116° 9′ 10,8″ O  | Steinkohle                  | 5                | nil                     | Bluewaters Power, Synergy Power            | Tagebau                |
| Hail Creek                    | Qld   | Nebo              | Rio Tinto Coal Australia (RTCA)           | 21° 29′ 6″ S, 148° 22′ 4,8″ O     | Steinkohlenkoks             | 4,5              | all                     | ?                                          | Tagebau                |
| Leigh Creek                   | SA    | Leigh Creek       | NRG Flinders                              | 30° 30′ 10,8″ S, 138° 25′ 26,2″ O | Braunkohle                  | ?                | ?                       | Kraftwerk Port Augusta                     | Tagebau                |
| Loy Lang                      | VIC   | Traralgon         | Kraftwerk Loy Yang                        | 38° 15′ 7,2″ S, 146° 34′ 26,4″ O  | Braunkohle                  | ?                | nil                     | Kraftwerk Loy Yang                         | Tagebau                |
| Moorvale                      | QLD   | Moranbah          | Macarthur Coal                            | 21° 59′ 24″ S, 148° 21′ 14,4″ O   | Kraftwerkskohle/PCI-Kohle   | ?                | ?                       | ?                                          | Tagebau                |
| Mount Arthur Coal (MAC)       | NSW   | Muswellbrook      | BHP Billiton                              | 32° 20′ 0,6″ S, 151° 52′ 36″ O    | Kraftwerkskohle             | 15               | 12                      | ?                                          | Tagebau                |
| Mount Thorley Warkworth (MTW) | NSW   | Singleton         | Coal & Allied                             | 32° 37′ 30″ S, 151° 5′ 24″ O      | Kraftwerkskohle/Kokskohle   | ?                | ?                       | ?                                          | Tagebau                |
| Moranbah North                | QLD   | Moranbah          | Anglo American                            | 21° 52′ 26,4″ S, 147° 57′ 50,4″ O | Steinkohlenkoks             | 4,5              | ?                       | ?                                          | Untertagebau           |
| Morwell                       | VIC   | Morwell           | International Power                       | 38° 16′ 21,7″ S, 146° 23′ 30″ O   | Braunkohle                  | 20               | nil                     | Kraftwerk Hazelwood, Kraftwerk Energy Brix | Tagebau                |
| Norwich Park                  | QLD   | Dysart            | BMA                                       | 22° 46′ 48″ S, 148° 28′ 48″ O     | Kokskohle                   | 6                | all                     | ?                                          | Tagebau                |
| Newlands                      | QLD   | Glenden           | Xstrata                                   | 21° 12′ 43,2″ S, 147° 53′ 24″ O   | Kraftwerkskohle/Kokskohle   | 12               | ?                       | ?                                          | Tagebau & Untertagebau |
| Peak Downs                    | QLD   | Moranbah          | BMA                                       | 22° 14′ 13,2″ S, 148° 0′ 43,2″ O  | Steinkohlenkoks             | 13               | all                     | ?                                          | Tagebau                |
| Saraji                        | QLD   | Dysart            | BMA                                       | 22° 21′ 43,2″ S, 148° 17′ 24″ O   | Steinkohlenkoks             | 7,5              | all                     | ?                                          | Tagebau                |
| Ulan                          | NSW   | Ulan via Mudgee   | Xstrata                                   | 32° 14′ 38,4″ S, 149° 44′ 56,4″ O | Kraftwerkskohle             | 5                | ?                       | ?                                          | Tagebau & Untertagebau |
| Wesfarmers Premier Coal       | WA    | Collie            | Wesfarmers                                | 33° 24′ 39,6″ S, 116° 14′ 20,4″ O | Steinkohle                  | 3,5              | nil                     | Synergy Power                              | Tagebau                |
| Yallourn                      | VIC   | Yallourn          | TRUenergy                                 | 38° 10′ 42,2″ S, 146° 20′ 20,8″ O | Braunkohle                  | ?                | nil                     | Kraftwerk Yallourn                         | Tagebau                |
| Bulga Coal                    | NSW   | Singleton         | Oakbridge Group (Managed by Xstrata Coal) | 32° 39′ 0″ S, 151° 4′ 12″ O       | Kraftwerkskohle/Kokskohle   | 10,8             | All                     | Nippon Oil                                 | Tagebau                |

## Ausländische Märkte der australischen Kohle
| Land/Gebiet | Million Tonnen/Weichkohle | Million Tonnen/Kesselkohle | Millionen Tonnen/Gesamt | Ranking | % Exportanteil |
| ----------- | ------------------------- | -------------------------- | ----------------------- | ------- | -------------- |
| Japan       | 43,3                      | 61,5                       | 104,8                   | 1       | 39,8           |
| Südkorea    | 15,1                      | 27,9                       | 43,1                    | 2       | 16,3           |
| Taiwan      | 6,1                       | 20,0                       | 26,1                    | 3       | 9,9            |
| China       | 15,5                      | 9,5                        | 25,0                    | 4       | 9,5            |
| Indien      | 23,8                      | 0,9                        | 24,7                    | 5       | 9,4            |
| Europa      | 18,6                      | 2,3                        | 20,9                    | 6       | 7,9            |

| Land/Gebiet        | Millionen Tonnen/Gesamt | Ranking | % Exportanteil |
| ------------------ | ----------------------- | ------- | -------------- |
| Japan              | 115,3                   | 1       | 39,3           |
| China              | 42,4                    | 2       | 14,5           |
| Südkorea           | 40,7                    | 3       | 13,9           |
| Indien             | 31,92                   | 4       | 10,9           |
| Taiwan             | 26,53                   | 5       | 9,0            |
| 28 weitere Staaten | 33,5                    | 6       | 11,4           |

Der Anteil an Exporten nach China hat sich innerhalb eines Jahres (2008/2009 bis 2009/2010) nahezu verdoppelt.

## Wichtige Exporthäfen
| Hafen       | Staat | Millionen Tonnen 2009 | Million Tonnen 2008 |
| ----------- | ----- | --------------------- | ------------------- |
| Newcastle   | NSW   | 92,8                  | 91,4                |
| Hay Point   | QLD   | 96,6 (2012–13)        | 80,4                |
| Gladstone   | QLD   | 85,29 (2012–13)       | 54,1                |
| Abbot Point | QLD   | 14,4                  | 12,5                |
| Port Kembla | NSW   | 13,7                  | 13,3                |
| Brisbane    | QLD   | 6,3                   | 5,5                 |